# David Eddings
David Eddings (Spokane, Washington, 7 de julio de 1931-2 de junio de 2009) fue un escritor estadounidense, autor de varias sagas de novelas best-sellers del género fantasía heroica. Leigh Eddings, su esposa, es la coautora no acreditada de muchos de sus primeros libros, pero él afirmó que contribuyó en todos ellos. Se la reconoció como coautora acreditada desde alrededor de 1990.

## Biografía
David Eddings nació en 1931 en Spokane, Washington, y creció en Puget Sound. En El códice rivano describió un buen día en Seattle como un día "cuando no llueve hacia arriba". La lluvia se convirtió en una característica de muchas de sus novelas. Luego de graduarse de secundaria en 1949, trabajó durante un año antes de empezar a estudiar Oratoria, Drama e Inglés en una universidad técnica. Eddings demostró rápidamente tener talento para el drama y la literatura, ganando un concurso nacional de oratoria, y actuando como actor principal en la mayoría de sus producciones de drama. Se graduó de pregrado en el Reed College en 1954 y obtuvo un título de Maestría de la Universidad de Washington en 1961. Escribió una novela para su tesis en el Reed College, antes de ser llamado a unirse al ejército de los Estados Unidos.
Luego de varios años como instructor en universidades sin ser nombrado como profesor titular, y a raíz de no recibir un aumento de salario, Eddings dejó su trabajo, se mudó a Denver y encontró trabajo en una tienda de abarrotes. A la vez empezó a trabajar en su primera novela, La alta cacería, una historia de cuatro jóvenes que cazan venados. Como muchas de sus siguientes novelas, La Alta cacería explora temas de masculinidad y alcanzar la madurez. Eddings estaba convencido de que su futuro era convertirse en escritor. Se mudó a Spokane, donde de nuevo trabajó en una tienda de abarrotes para cubrir sus necesidades. Escribió muchas novelas que no fueron publicadas, incluyendo El ascenso de Hunseeker, una historia acerca de escalar montañas y de la cual Eddings mismo dijo luego que era "tan mala que hasta a mí me aburrió". Muchas de sus siguientes novelas se parecieron a La alta cacería, historias de aventura y tragedias contemporáneas. Los perdedores cuenta la historia de Dios y el Demonio, personificados en un indio tuerto y en Jake Flood; no fue publicada hasta junio de 1992, después de que Eddings tuviera fama como autor, pero fue escrita en la década de 1970.
Eddings entró en el mundo de la fantasía gracias a un bosquejo de un mapa que hizo una mañana antes de ir a trabajar. Este bosquejo se convertiría más tarde en la base geográfica del mundo de Aloria, pero Eddings no se daría cuenta hasta años más tarde. Al ver una copia de El Señor de los Anillos, de J. R. R. Tolkien, en una librería, se dice que murmuró para sí mismo "¿Esto sigue dando vueltas por aquí?" y se asombró al enterarse de que estaba de hecho en la edición número setenta y ocho del libro. Fue entonces cuando Eddings se dio cuenta de que el mundo de la fantasía podría ser prometedor para sus talentos e inmediatamente empezó a trabajar en su bosquejo olvidado.
El 26 de enero de 2007 se reportó que Eddings accidentalmente quemó aproximadamente un cuarto de su oficina, que se encontraba al lado de su casa, junto con su coche deportivo Excalibur y los manuscritos originales de la mayoría de sus novelas. Estaba drenando el tanque de gas de su coche con agua cuando se le ocurrió prender un pedazo de papel y tirarlo al charco para ver si aún era inflamable. El 28 de febrero de ese mismo año, Leigh Eddings, la esposa de David (nacida Judith Leigh Schall), murió después de una serie de paros cardíacos a la edad de 69 años.
Eddings vivió en Carson City, Nevada, al suroeste de los Estados Unidos, hasta su muerte por causas naturales el 2 de junio de 2009.

## Obras literarias
Las crónicas de Belgarath es la primera saga de fantasía de Eddings. Se trata de un pentalogía que incluye las novelas: La senda de la profecía, La reina de la hechicería, La luz del orbe, El castillo de la magia y La ciudad de las tinieblas. La continuación de la saga es otra pentalogía, Las crónicas de Mallorea, que incluye: Los guardianes del oeste, El rey de los murgos, El señor de los demonios, La hechicera de Darshiva y La vidente de Kell. Esta última fue publicada en inglés en los Estados Unidos y en el Reino Unido por Bantam. La saga cuenta las aventuras de Garion, Polgara, Belgarath y sus compañeros.
La novela Elenium y su continuación El Tamuli están ubicados en un universo diferente al de Las crónicas de Belgarath y Las crónicas de Mallorea. Estas sagas figuran al caballero Pandión Falquián y a sus comaradas. Nuevamente, Elenium contiene una joya mágica en la forma de Bhelliom o Rosa-azul, y narra una aventura. El contrariado Falquián no es el arquetipo de un héroe, a pesar de ser el mejor caballero en el mundo. No hay un mago local, pero si una interacción muy cercana con los dioses paganos, una de los cuales se convierte en la hija de Falquián, Danae, haciéndole un estirón para la imaginación teológica. 
Tras el éxito inicial de Elenium, fue obvio que una continuación le seguiría. Tanto David como sus lectores querían saber como le iría a un hombre sin destino con una diosa como hija. Elenium es una trilogía que incluye: El trono de diamante, El caballero del rubí y La rosa de zafiro, y el El Tamuli continúa la historia con otra trilogía: Cúpulas de fuego, Los seres fulgentes y La ciudad oculta.
Después de publicar una novela de suspenso, David decidió concentrarse de nuevo en la fantasía y, junto con su esposa, comenzó a trabajar en Los soñadores, que consta de cuatro volúmenes: Los dioses antiguos, El atesorado, El desfiladero de cristal y Los dioses jóvenes''. Este último fue publicado en 2006, aunque muchos de los fans de Eddings sintieron que no fue tan interesante como sus libros anteriores y que los personajes eran demasiado parecidos a los de Las crónicas de Belgarath.
La redención de Althalus es un simple cuento de un ladrón que cambia sus malos hábitos. Sin embargo, en la historia misma había un mundo de fantasía más extraño que nada de lo que Eddings o Leigh hubieran creado antes. Un grupo de personas con extraños talentos fueron reunidas en una casa donde el tiempo no corre y que tiene puertas que dan a cualquier lugar en el mundo. El tiempo y sus efectos en las relaciones entre personas se exploran durante la aventura. Eddings quería explorar que pasaría si toda la gente reunida después de formar lazos entre ellos se dieran cuenta que todos están conectados por sangre: hijos de una diosa y su amante mortal. Es un tema previamente analizado en Las crónicas de Belgarath: como los humanos se crean y que como aun cuando un animal es un ser con raciocinio, un humano no se le acercaría y mucho menos se enamoraría de él a menos que tenga forma humana.
Cuando Eddings creaba mundos para sus personajes normalmente comenzaba por crear un mapa ficticio, dividirlo por áreas, y popularlo de diferentes razas humanas. Al crear diferentes razas humanas, Eddings usualmente escogía una raza o grupo humano de nuestra historia y luego basaba en éste su propia raza o grupo humano ficticio, cambiando los nombres. Los ejemplos se pueden observar en sus diferentes obras de fantasía. Gran parte de los elementos para sus historias secundarias dependen de la tensión que se crea al unir forzosamente a estas razas.
Los individuos pertenecientes a cada raza tienden a ser representados muy ampliamente con una o dos características estereotípicas muy distintivas que normalmente los define de lleno. Por ejemplo, los Chereks son guerreros y muy dados a la bebida, los Sendars son de fiarse y prácticos, etc. La mayoría de los personajes son, al final, facetas de la misma personalidad base, con una o dos características específicas. A algunos lectores no les gustan los personajes por esto, pues creen que tanto estereotipo raya con racismo, aunque las parejas interraciales aparecen a lo largo de las cuatro historias y siempre hay personajes que van en contra del estereotipo en ambas sagas (Beltira & Belkira, los Alorns gentiles; Ontrose, el Arend de mente aguda; y El profeta ciego, el Angarak amable).